# Voddeleurs Couture voor de Modebewuste Magiër
Voddeleurs Couture voor de Modebewuste Magiër (Engels: Gladrags Wizardwear) is een winkel die voorkomt in de Harry Potter-boekenreeks van de Britse schrijfster J.K. Rowling. Het is een kledingwinkel in Zweinsveld. De winkel heeft ook filialen in Londen en Parijs. De winkel is vol met vreemde accessoires en lijkt gespecialiseerd te zijn in rare en ongewone sokken.
Harry Potter koopt er sokken voor Dobby, de huiself, nadat die hem had geholpen met de tweede opdracht van het Toverschool Toernooi.